# Aomori

Aomori (青森市 Aomori-shi?) este un municipiu din Japonia, centrul administrativ al prefecturii Aomori.